# WaveLight
Die WaveLight GmbH entwickelt und produziert Diagnose- und Operationstechnologien zur Korrektur von Fehlsichtigkeiten mit Augenlasern. WaveLight ist ein Tochterunternehmen von Alcon.
WaveLight unterhält Standorte in Erlangen (Entwicklung und Verwaltung), Pressath (Produktion) und Teltow.

## Geschichte
Die WaveLight Laser Technologie AG wurde am 30. April 1996 durch Maximilian Reindl, der zuvor für den Aesculap-Konzern im Bereich Lasertechnologie tätig war, gegründet. Mit der Gründung entwickelte und produzierte WaveLight zunächst Laser zur Narben-, Falten- und Haarentfernung. Später entstanden Laser, die in der Urologie zur Anwendung kamen. 1999 vergrößerte sich WaveLight zunächst um das Produktsegment Augenheilkunde, bevor eine weitere Sparte für Laser zur industriellen Beschriftung zum Unternehmensportfolio hinzugefügt wurde. Seit Mitte der 2000er Jahre fokussiert sich WaveLight ausschließlich auf die Augenheilkunde.
Im Jahr 1999 ging das Unternehmen an die Börse. Die Aktie der WaveLight Laser Technologie AG wurde im Prime Standard der Deutschen Börse AG notiert. Bis zur Einstellung des NEMAX 50 im Dezember 2004 wurde die Aktie am Neuen Markt gehandelt. Seit 2007 ist WaveLight eine 100-prozentige Tochter von Alcon. Zur Jahresmitte 2009 ist Firmengründer Maximilian Reindl aus dem Unternehmen ausgeschieden. Das Unternehmen firmiert seit 2010 unter WaveLight GmbH. Im Dezember 2010 wurden Alcon und WaveLight Mitglied der Schweizer Unternehmensgruppe Novartis. 2011 übernahm Martin Reichelt die Geschäftsführung.

## Auszeichnungen
- 1998 wurde Maximilian Reindl für WaveLight mit dem 1. Platz des IHK-Gründerpreises Mittelfranken ausgezeichnet.[6]
- Im Jahr 2000 wurde WaveLight mit dem Bayerischen Innovationspreis für das Projekt eines hochpräzisen Laser-Systems zur zuverlässigen Verbesserung der Sehschärfe und Korrektur von Fehlsichtigkeit ausgezeichnet.
- 2002 erhielt WaveLight den Deutschen Gründerpreis in der Kategorie Unternehmer.[4]